# Torellia
Genre
Synonymes
- Antitrichotropis Powell, 1951
- Neoconcha E. A. Smith, 1907
- sous-genre Torellia (Neoconcha) E. A. Smith, 1907
- Trachysma G.O. Sars, 1878
- Trichoconcha E. A. Smith, 1907[1]

Torellia est un genre de mollusques gastéropodes appartenant à la famille des Capulidae.

## Liste d'espèces
Selon World Register of Marine Species (28 septembre 2017) :
- Torellia acuta Golikov & Gulbin, 1978
- Torellia angulifera Warén, Arnaud & Cantera, 1986
- Torellia antarctica (Thiele, 1912)
- Torellia cornea Powell, 1951
- Torellia delicata (Philippi, 1844)
- Torellia didyma Bouchet & Warén, 1993
- Torellia exilis (Powell, 1958)
- Torellia insignis (E. A. Smith, 1915)
- Torellia lanata Warén, Arnaud & Cantera, 1986
- Torellia mirabilis (E. A. Smith, 1907)
- Torellia pacifica Okutani, 1980
- Torellia planispira (E. A. Smith, 1915)
- Torellia smithi Warén, Arnaud & Cantera, 1986
- Torellia vallonia Dall, 1919